# Heliconia steyermarkii
Heliconia steyermarkii là một loài thực vật có hoa trong họ Heliconiaceae. Loài này được Aristeg. mô tả khoa học đầu tiên năm 1964.